# Resolutie 74 Veiligheidsraad Verenigde Naties
Resolutie 74 van de Veiligheidsraad van de Verenigde Naties werd midden
september 1949 aangenomen. De resolutie
werd goedgekeurd door negen leden terwijl geen tegen stemden. Oekraïne en de
Sovjet-Unie onthielden zich bij de
stemming.

## Inhoud
De Veiligheidsraad had de brief van de voorzitter van de Atoomenergiecommissie van 29 juli met twee door de Commissie aangenomen resoluties ontvangen en bestudeerd. De secretaris-generaal kreeg van de Veiligheidsraad de opdracht om deze brief, de twee resoluties en de notulen van de discussie over te dragen aan de Atoomenergiecommissie, de Algemene Vergadering en de VN-lidstaten.

## Verwante resoluties
- Resolutie 20 Veiligheidsraad Verenigde Naties vroeg de Atoomenergiecommissie snel verder te werken.
- Resolutie 52 Veiligheidsraad Verenigde Naties vroeg de eerste drie rapporten van de Commissie aan de VN-lidstaten over te brengen.

Lijst ·  67 ·  68 ·  69 ·  70 ·  71 ·  72 ·  73 ·  74 ·  75 ·  76 ·  77 ·  78